# Альта-Меса (кладбище)
Мемориальный парк Альта-Меса (англ. Alta Mesa Memorial Park) — межконфессиональное кладбище, расположенное в городе Пало-Альто в Калифорнии США. Основано в 1904 году. Имеет кроме традиционных мест для погребения также мавзолеи и колумбарии.